# Pseudocraterellus luteus
Pseudocraterellus luteus är en svampart som först beskrevs av Narcisse Theophile Patouillard, och fick sitt nu gällande namn av D.A. Reid 1962. Pseudocraterellus luteus ingår i släktet Pseudocraterellus och familjen kantareller.   Inga underarter finns listade i Catalogue of Life.